# Anna Radziwiłłówna Kiszczyna
Anna Radziwiłłówna Kiszczyna, död 1600, var en polsk adlig magnat. 
Hon skrev ett flertal religiösa verk. Hon konverterade till kalvinismen, och lät genomföra den protestantiska reformationen i sina privata landområden. 